# 舍讷沃德
舍讷沃德是德国下萨克森州的一个市镇。总面积17.73平方公里，总人口900人，其中男性435人，女性465人（2011年12月31日），人口密度51人/平方公里。